# Yerma
Yerma est une pièce de théâtre écrite en 1934 par Federico García Lorca, et créée le 29 décembre de la même année au Teatro Español de Madrid, avec Margarita Xirgu, l'actrice fétiche de Lorca, dans le rôle titre. L'œuvre traite de la stérilité de la femme.  
Elle se compose de trois actes de deux tableaux chacun. Elle fait partie de la trilogie du théâtre de Lorca, avec Noces de sang (1933) et La Maison de Bernarda Alba (1936).

## Histoire

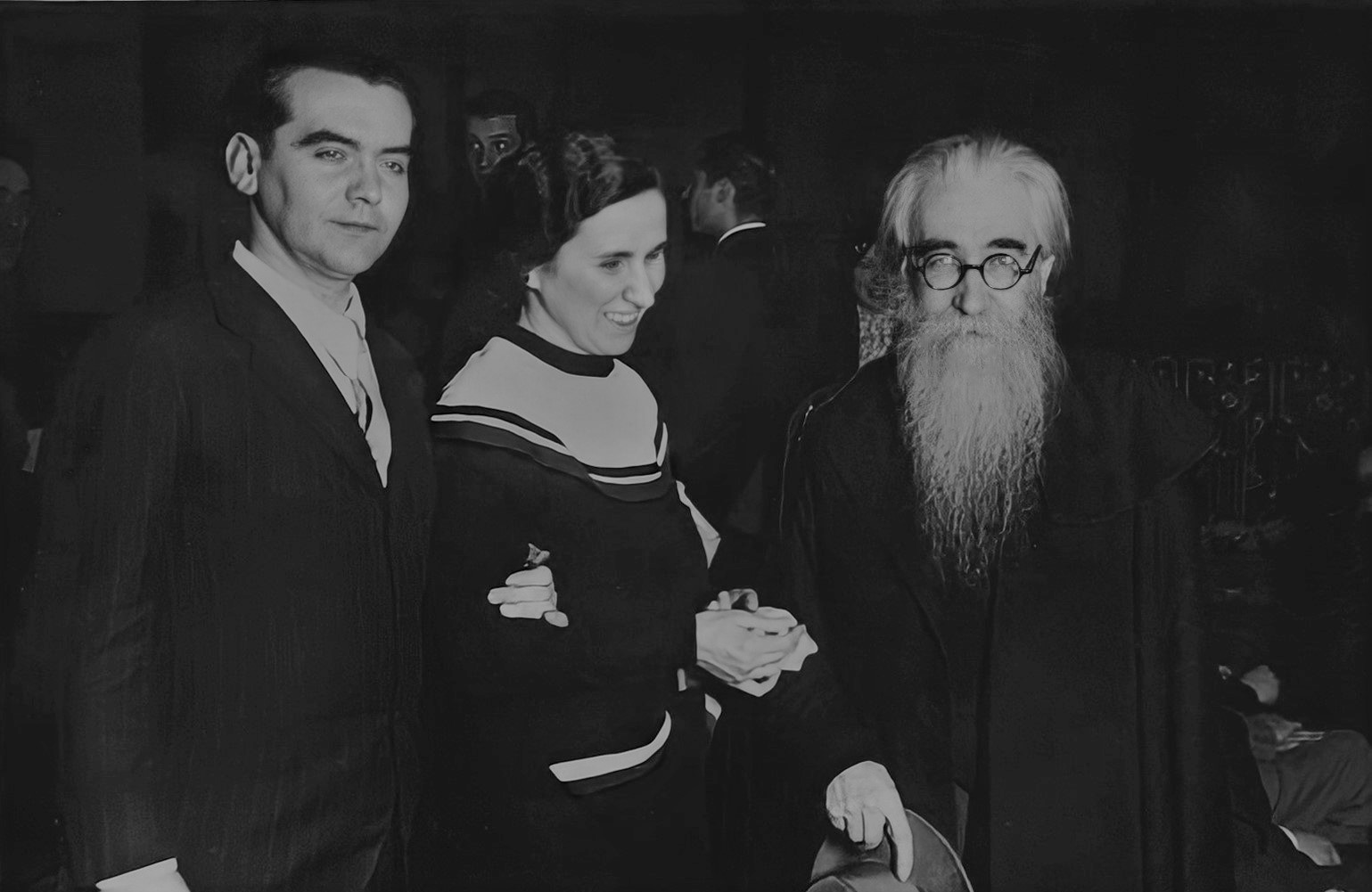
Lorca, Pura Maortua et Valle-Inclán à l'avant-première de Yerma, au Teatro Español, en 1934.

La pièce se déroule dans un environnement rural, l’aride Andalousie. Elle relate l'histoire d'une paysanne nommée Yerma, qui mène une vie de frustration et d'ennui : elle passe ses journées chez elle (selon la volonté de son mari Juan) et attend désespérément de tomber enceinte. La pièce met au jour le conflit intérieur d'une femme mariée qui espère en vain l'événement qui consacrera sa féminité. Mais la protagoniste est en quelque sorte prédestinée à cette stérilité ; en espagnol "yerma" veut dire "dépeuplée", "stérile" (pour une terre). En outre, elle ne peut pas attendre de consolation de la part de son mari, qui est un homme travailleur mais insensible à sa souffrance ; de plus, il ne souhaite pas réellement avoir des enfants. Très attachée à ses convictions morales, elle ne veut pas non plus tromper son mari (malgré les incitations plus ou moins explicites d'une vieille dame du village, et malgré son attirance manifeste pour Victor, son ami d'enfance). L'atmosphère de la pièce se fait de plus en plus étouffante ; soupçonnant Yerma de vouloir le tromper pour avoir un enfant, Juan demande à deux de ses sœurs de venir habiter chez eux pour la surveiller. Yerma finit par aller en cachette chez une dame dont on lui a dit qu'elle pourrait soigner sa stérilité ; elle se retrouve alors malgré elle, et à sa grande surprise, dans un lieu de débauche. Juan l'a suivie en cachette jusque-là, et alors qu'il essaie de l'étreindre, Yerma le tue, dévoilant la profondeur et l'intensité de son mal-être.

## Symboles
Dans cette œuvre à fort coefficient poétique, Lorca a souvent recours à des symboles pour mettre au jour les sentiments des personnages et insister sur certaines situations. La fécondité est par exemple symbolisée par l'eau de pluie, le lait ou l'image de la source, quand la pierre, le sable et la sécheresse font signe vers la stérilité. L'image du mur représente quant à elle les obstacles infranchissables auxquels est confrontée Yerma.

## Première à Madrid
La première est jouée à la toute fin de l'année 1934, au Teatro Español de Madrid, durant la République, avec Margarita Xirgu dans le rôle-titre.

## Représentations notables en France
Yerma est jouée en juin 2008 à la Comédie-Française. Dans une traduction, adaptation et mise en scène de Daniel San Pedro, Yerma a été créé en octobre 2013 au CNCDC de Châteauvallon. Cette mise en scène est reprise à Paris au Théâtre 13 du 28 août au 5 octobre 2014.
La pièce est plus récemment jouée à Paris au théâtre de Belleville avec Audrey Bonnet dans le rôle titre en 2023.

## Représentations au Québec
Au Québec, Yerma a été monté au Théâtre du Rideau Vert de Montréal en 1974 dans une mise-en-scène d'Olivier Reichenbach.  Le rôle titre était tenu par Monique Miller.  Le même théâtre reprend la pièce en 1993 sous la direction de Guillermo de Andrea.  C'est Marie Tifo qui interprète Yerma.  Yerma a aussi été présenté au théâtre La Bordée de la ville de Québec en 2001. Nadine Meloche incarnait Yerma et la mise-en-scène était signé Reynald Robinson. 

## Nouvelle version
En 2016, le Young Vic de Londres propose une nouvelle version de la pièce dans un contexte contemporain.  L'adaptation et la mise en scène sont de Simon Stone et l'actrice Billie Piper tient le rôle principal.  La production obtient un succès retentissant et est reprise à New York en 2018.

## Postérité
Lors des célébrations du 50e anniversaire (en français : 50e anniversaire) de la pièce est érigé le Monument à Federico García Lorca, sur la place Sainte-Anne de Madrid, face au Teatro Español. Œuvre de Julio López Hernández, la statue est réalisée entre 1984 et 1986, commandée par la mairie de Madrid.